# Duvalius degiovannii
Duvalius degiovannii is een keversoort uit de familie van de loopkevers (Carabidae). De wetenschappelijke naam van de soort is voor het eerst geldig gepubliceerd in 1985 door Magrini & Vanni.